# Отвіль-ам-Зее
Отвіль-ам-Зее (нім. Oetwil am See) — громада  в Швейцарії в кантоні Цюрих, округ Майлен.

## Географія
Громада розташована на відстані близько 105 км на схід від Берна, 18 км на південний схід від Цюриха.
Отвіль-ам-Зее має площу 6,1 км², з яких на 22,8% дозволяється будівництво (житлове та будівництво доріг), 64,5% використовуються в сільськогосподарських цілях, 12,2% зайнято лісами, 0,5% не є продуктивними (річки, льодовики або гори).

## Демографія
2019 року в громаді мешкало 4840 осіб (+10,6% порівняно з 2010 роком), іноземців було 29,3%. Густота населення становила 792 осіб/км².
За віковим діапазоном населення розподілялося таким чином: 21,8% — особи молодші 20 років, 63,6% — особи у віці 20—64 років, 14,6% — особи у віці 65 років та старші. Було 2071 помешкань (у середньому 2,3 особи в помешканні).
Із загальної кількості 2303 працюючих 48 було зайнятих в первинному секторі, 806 — в обробній промисловості, 1449 — в галузі послуг.